# Markvartice (powiat Igława)
Markvartice – gmina w Czechach, w powiecie Igława, w kraju Wysoczyna.
1 stycznia 2017 gminę zamieszkiwało 205 osób, a ich średni wiek wynosił 42,6 roku.